# 1,2-difenossietano
L'1,2-difenossietano è un etere con due anelli benzenici. Ha formula molecolare C14H14O2 ed è un solido cristallino bianco a temperatura ambiente.

## Sintesi
Si può sintetizzare facendo reagire l'1,2-dibromoetano con il fenolo. In questo modo si innesca una sostituzione nucleofila.